# Дечји музеј у Манитоби
Дечји музеј у Манитоби један је од ретких музеја ова врсте у Канади и свету. Смештен је у древној градској четврти Винипега под називом Форкс, у обновљеној и дограђеној, најстаријој и јединој сачуваној железничкој радионици у Манитоби, из 1889. године.
Са иновативним путујућим изложбама и разним програмима, радионицама и посебним догађајима, Дечји музеј у форксу одлично је место за забаву и едукацију целе породице.

## Историјат
Музеј је основан 1983. године. Своје прве три изложбне поставке, на само (370 m²) у старом складишту у Винипегу, музеј је отворио за посетиоце 21. јуна 1986. године, и већ у првој години постојања остварио 65.000 посеа.
Нешто касније музеј се проширио на новој локацији 1988. године, када је удвостручио изложбени простор.
Током 1989. године, започетла је реализација нових планирани радови за смештај музеја у нове просторе. Године 1994. године, након уложених 4 милиона канадских долара у изградњу и адаптацију, музеј се преселио у бившу зграду железнице у Форксу (познату као Северно Пацифичка радионица за одржавање возова у Манитоби), Ова зграда у градској четврти Винипега Форкс, изграђена је 1889. за потребе Северне Пацифичке и Манитоба железнице, и данас је најстарији објекат те намене у Манитоби. Овај објекат је типичан пример касне индустријске архитектуре с краја деветнаестог века и као такав поглашен је за културно добро од покрајинског значаја за Манитобу, 22. марта 1995. године.
Након улагања капитала од 10 милиона канадских долара, током 2010. и 2011. у музеју је основано 12 нових сталних галеријама, а у дограђеном делу музеја отворен је Arts & Exhibition Centre и Buhler Welcome Centre. Дечји музеј у новом издању отворен је за јавност на дан прославе његовог 25. рођендана (4. јуна 2011). Свих 12 галерија, дизајниране су као одвојене целине, тако да када је неки део простора у санацији или изградњи, то не утиче на рад других галерије. Галерије су дизајнирани од стране компаније Montreal's Toboggan Design. Реновирање из 2011. године укључило је додавање нових 330 m² простора намењених за; Buhler Welcome Centre - у оквиру кога се данас налази нова пријавница са билетарницом, продавница сувенира и ресторан.

## Основне поставке музеја
Музеј у свом програму има дванаест сталних галерије и креативних радионица за игру и учење деце. 
Посетиоци музеја могу да се крећу по аутентичном броду, дизел локомотиви из 1952 и путничком возу из 1920, тестирају своју перцепцију у великом тунелу за илузије, врши експерименте са водом у специјалној лабораторији, и још много тога. 
У музеју постоји и посебан простор, „Забава за све“ намењен потребама најмлађих посетилаца Музеја. Током празника, у музеју деца са својим родитељима могу прошетати и кроз земљу бајки у „Итон селу“ (Eaton’s Santa’s Village). Поред наведеног у музеју се одржавају и бројни јавни програми, радионице и други посебни догађаји.
Главне (сталне) музејске поставке
1. Тајм сквер. (Time Squared).[5]
2. Забава за све! (Tot Spot)[6]
3. Фантазија градитељства. (Tumble Zone).[7]
4. Појачајте своја чула (Mellow Marsh).[8]
5. Тунел илузија (Illusion Tunnel).[9]
6. Локомотива 9161(Junction 9161).[10]
7. Железничка радионица (Engine House).[11]
8. Да ли смо стигли? (Story Line).[12]
9. Машина за млеко (Milk Machine).[13]
10. Зграбите кабаницу и придружи се забави! (Splash Lab)[14]
11. Поп арт продавница. (Pop m'Art).[15]
12. Лазања видиковац (Lasagna Lookout).[16]